# Autostrada A26 (Francja)
Autostrada A26 (fr. Autoroute A26) także Autoroute des Anglais (pl. Autostrada Anglików) – autostrada w północnej Francji w ciągu tras europejskich E15 oraz E17.

## Informacje ogólne
Na całej długości autostrady istnieją dwa pasy ruchu w każdą stronę. Długość autostrady wynosi ok. 350 km (390 km wraz z odcinkiem wspólnym z autostradą A 4).

## Przebieg trasy
A26 rozpoczyna się w Calais.